# Boekenbeurs van Ulaanbaatar

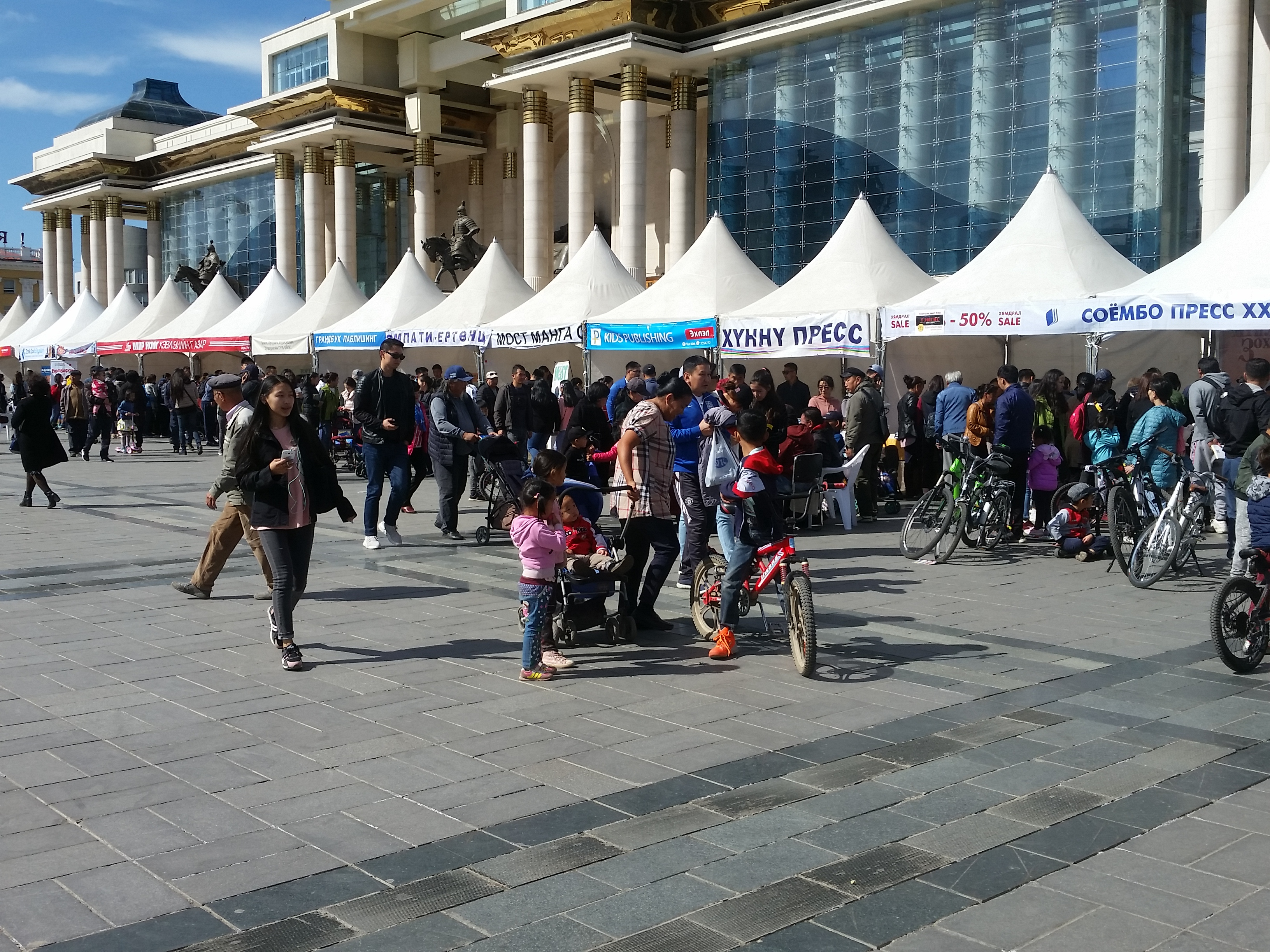
De boekenbeurs van Ulaanbaatar

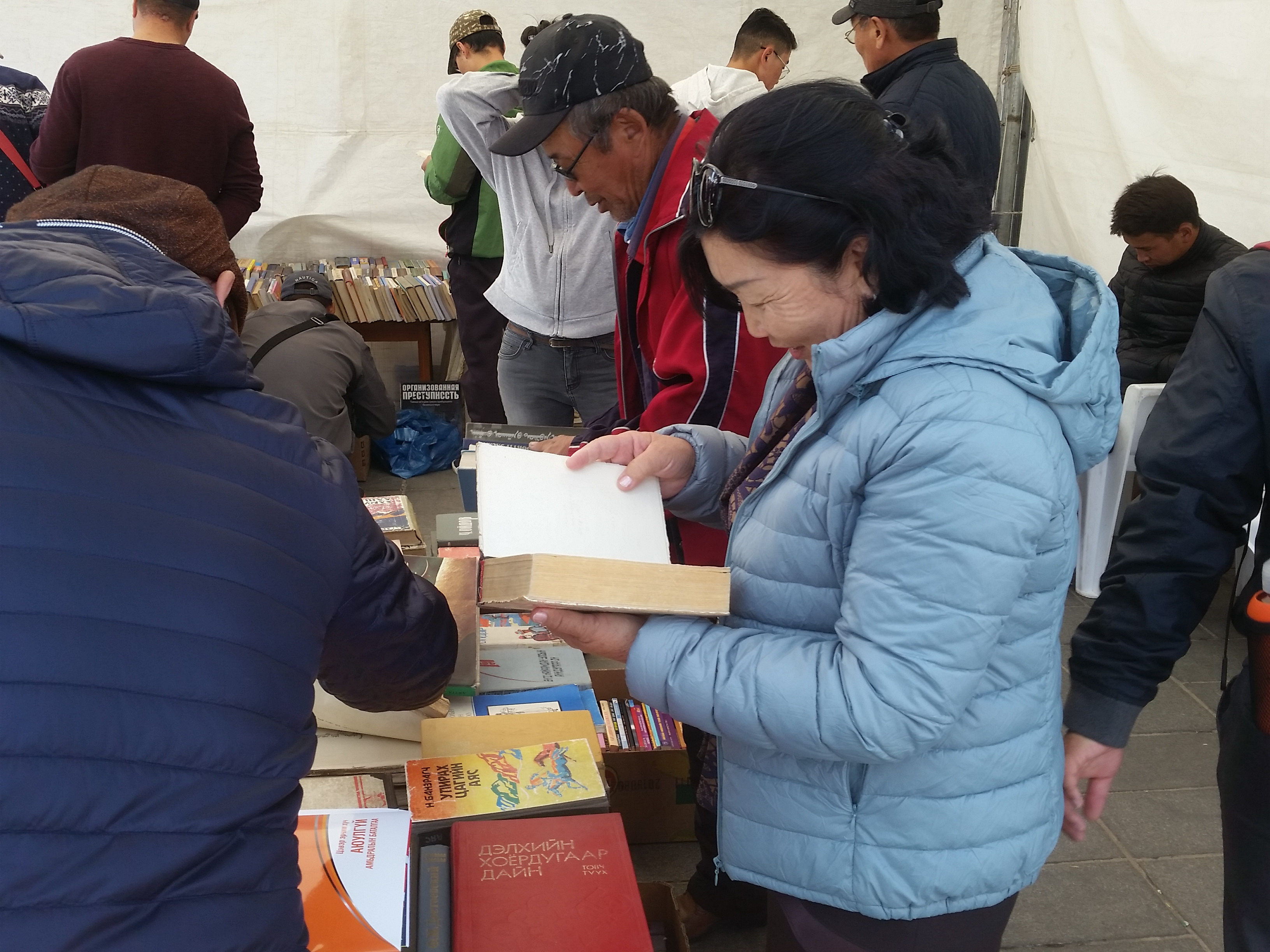
Lezers die boeken bekijken op de boekenbeurs

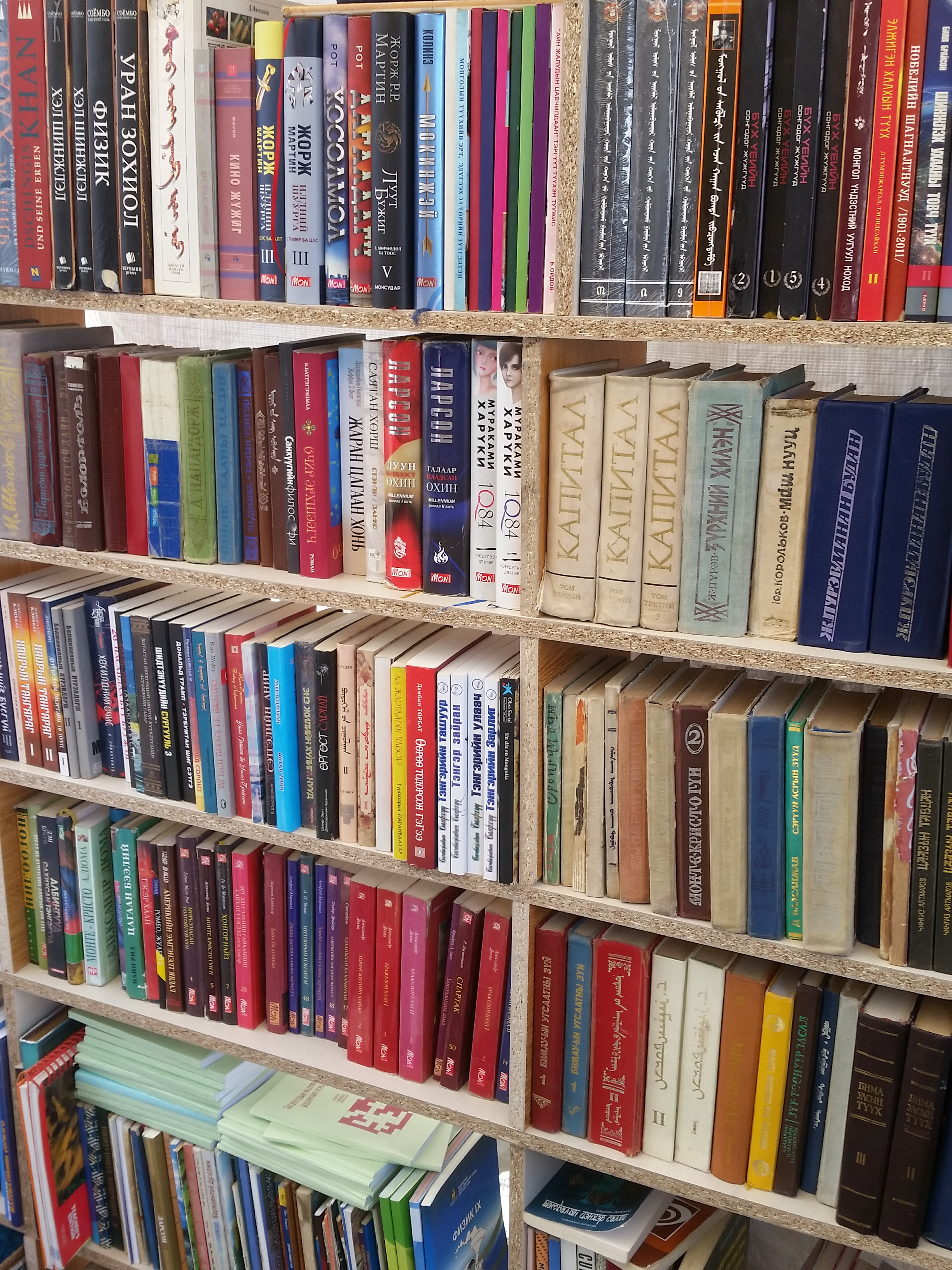
Verkoop en uitwisseling van oude boeken

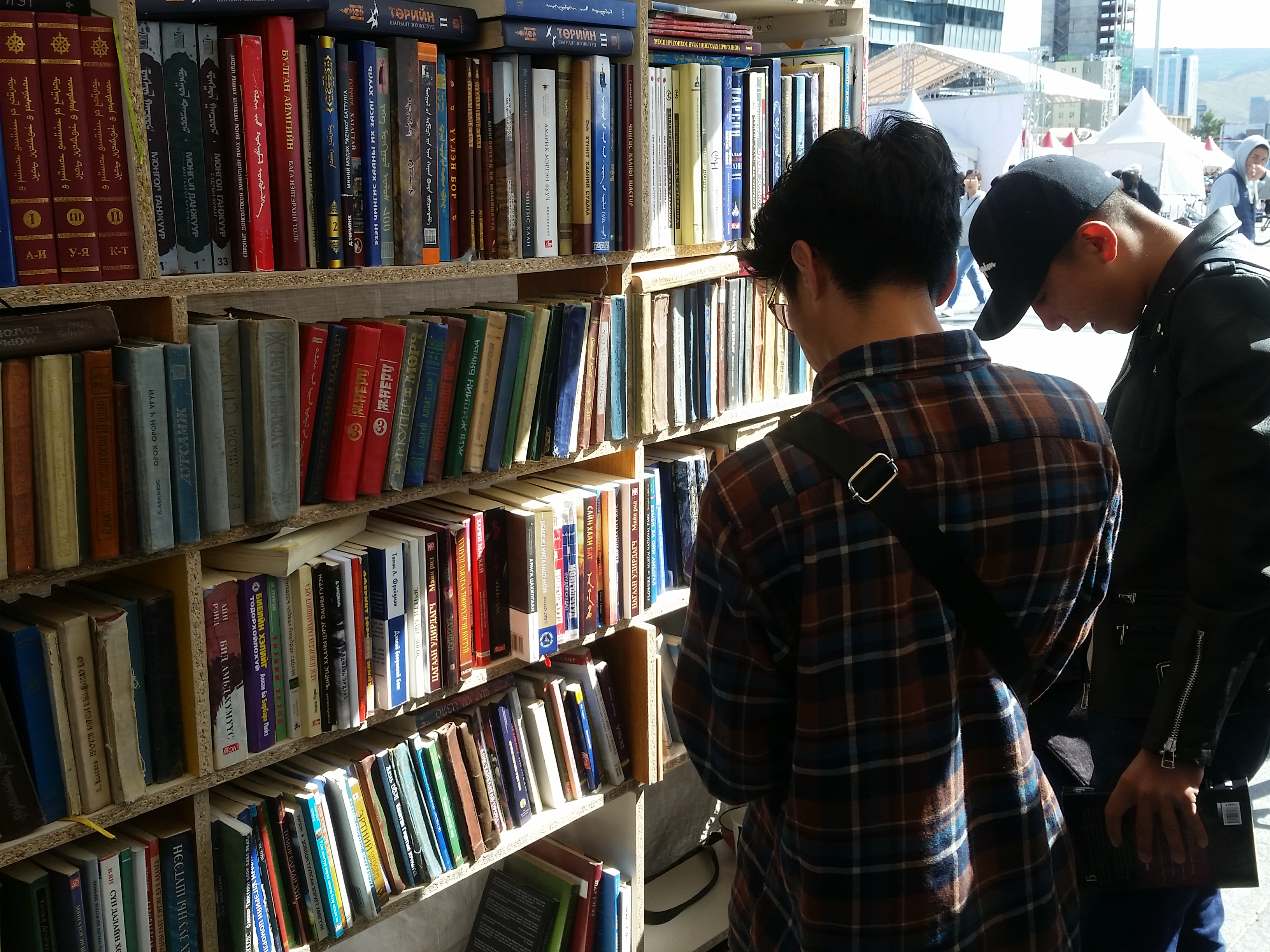

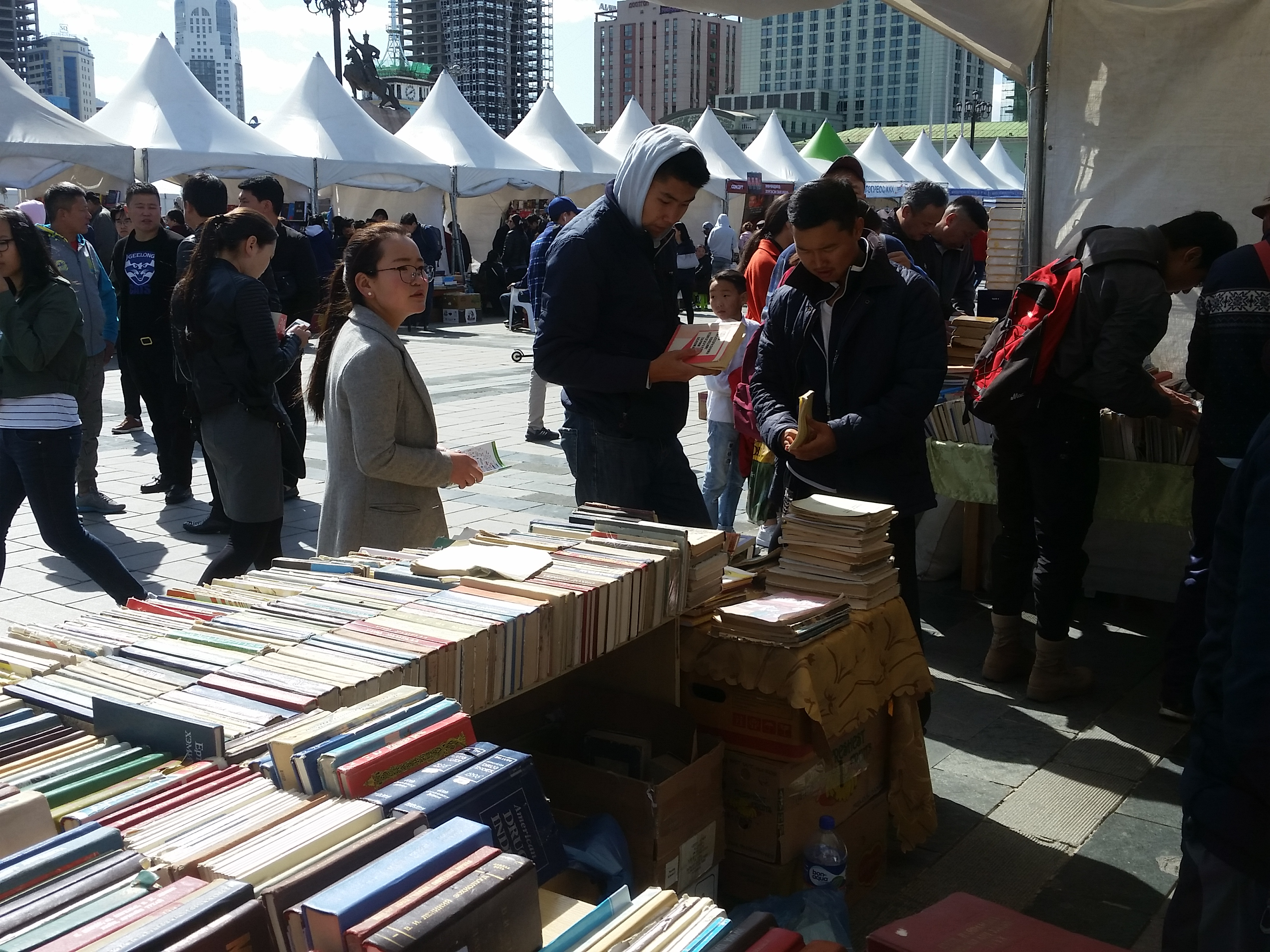

De boekenbeurs van Ulaanbaatar wordt elk jaar in mei en september georganiseerd. Meer dan 300 auteurs en meer dan 120 uitgeverijen en gerelateerde organisaties nemen deel aan dit evenement. De boekenbeurs wordt georganiseerd door de culturele afdeling van de stad en het ministerie van Onderwijs. Deze boekenbeurs stelt lezers in staat om vertrouwd te raken met de nieuwste boeken, auteurs te ontmoeten en hun boekbesprekingen bij te wonen, om een netwerk te krijgen en hun culturele ervaringen met boeken te verbreden.